# Ниидза
Нии́дза (яп. 新座市 Ниидза-си) — город в Японии, находящийся в префектуре Сайтама. Площадь города составляет 22,80 км², население — 161 964 человека (1 августа 2014), плотность населения — 7103,68 чел./км².

## Географическое положение
Город расположен на острове Хонсю в префектуре Сайтама региона Канто. С ним граничат города Асака, Сики, Токородзава, Фудзими, Киёсе, Ниситокё, Хигасикуруме и посёлок Миёси.

## Население
Население города составляет 161 964 человека (1 августа 2014), а плотность — 7103,68 чел./км². Изменение численности населения с 1980 по 2005 годы:
| 1980 | 119 309 чел. |  |
| 1985 | 129 287 чел. |  |
| 1990 | 138 919 чел. |  |
| 1995 | 144 726 чел. |  |
| 2000 | 149 511 чел. |  |
| 2005 | 153 305 чел. |  |

## Символика
Деревом города считается клён, цветком — магнолия Кобуси.

## Города-побратимы
- Ювяскюля, Финляндия (1997)
- Насусиобара, Япония (2000)
- Токамати, Япония (2002)
- Цзиюань, Китай (2002)
- Нойруппин, Германия (2003)